# Úrvalsdeild 1940
Thống kê của Úrvalsdeild mùa giải 1940.

## Tổng quan
Có 4 đội tham gia, và Valur giành chức vô địch. Sigurpáll Jónsson của Valur và Ingólfur Isebarn của Víkingur là vua phá lưới với 4 bàn thắng mỗi cầu thủ.

## Bảng xếp hạng
| Vị thứ | Câu lạc bộ | St | T | H | B | BT | BB | HS | Đ |
| 1      | Valur      | 3  | 2 | 1 | 0 | 6  | 4  | +2 | 5 |
| 2      | Víkingur   | 3  | 1 | 2 | 0 | 7  | 4  | +3 | 4 |
| 3      | KR         | 3  | 1 | 0 | 2 | 6  | 6  | +0 | 2 |
| 4      | Fram       | 3  | 0 | 1 | 2 | 4  | 9  | -5 | 1 |